# Livingstone Bramble
Pour les articles homonymes, voir Bramble.
Livingstone Bramble est un boxeur né le 3 septembre 1960 à Sainte-Croix (Fédération des Indes occidentales, Antilles britanniques) et mort le 22 mars 2025.

## Carrière
Passé professionnel en 1980, Livingstone Bramble devient champion du monde des poids légers WBA le 1er juin 1984 après sa victoire au 14e round contre Ray Mancini. Il conserve son titre face à Edwin Curet, à nouveau Mancini et Tyrone Crawley avant d'être mis KO au second round par Edwin Rosario le 26 septembre 1986. Champion d'Amérique du Nord des super-légers NABF en 1989, il ne met un terme à sa carrière qu'en 2003 sur un bilan de 40 victoires, 26 défaites et 3 matchs nuls.